# Niagara (film, 2022)
Pour les articles homonymes, voir Niagara.
Pour plus de détails, voir Fiche technique et Distribution.
Niagara est une comédie dramatique québécoise réalisée par Guillaume Lambert et sortie en 2022,.

## Synopsis
À la suite du décès subit de leur père Léopold qui habitait avec son fils aîné Victor-Hugo à Niagara Falls, Alain et Léo-Louis Lamothe se rendent sur place pour lui rendre un dernier hommage.

## Fiche technique
Sources : IMDb et Films du Québec
- Titre original : Niagara
- Réalisation : Guillaume Lambert
- Scénario : Guillaume Lambert
- Musique : Laurence Nerbonne
- Direction artistique : Sophia Belahmer
- Costumes : Iris Bélanger Noël
- Maquillage et coiffure : Josianne Cournoyer
- Photographie : Marie Davignon (en)
- Son : Marc-André Labonté, Matt Sherman
- Montage : Yvann Thibaudeau
- Effets visuels : Pierre-Luc Gosselin
- Production : Tim Ringuette et Laurent Allaire
- Sociétés de production : Entract Studios, Chasseurs Films
- Société de distribution : Entract Films
- Budget : 1 à 1,5 millions $ CA
- Pays de production :  Canada
- Tournage : mai-juin 2021, durant 29 jours, en Estrie et à Montréal et environs, Québec, chute Montmorency, Niagara Falls
- Langue originale : français
- Format : couleur
- Genre : comédie dramatique, film routard
- Durée : 106 minutes
- Dates de sortie :
  - Canada :
    - 8 septembre 2022 (première au Festival de cinéma de la ville de Québec)
    - 16 septembre 2022 (sortie en salle au Québec)

  - France : 10 avril 2024
- Classification :
  - Québec : Visa général[4]

## Distribution
- François Pérusse : Alain Lamothe
- Éric Bernier : Léo-Louis Lamothe
- Guy Jodoin : Victor-Hugo Lamothe
- Marcel Sabourin : Léopold Lamothe
- Muriel Dutil : Céline, la mère
- Guillaume Lambert : Tommy Lamothe, fils de Victor-Hugo
- Véronic DiCaire : Stacy David
- Katherine Levac : Penelope P., fille de Stacy
- Marie Eykel : Sveta Amaliev
- Élisabeth Chouvalidzé : Amelia Amaliev
- Geneviève Néron : Lucie
- Emi Chicoine : Shanie, fille de Lucie
- Josée Deschênes : Nicole de Nicolet
- Denis Marchand : Richard, conjoint de Nicole
- Marie-France Marcotte : Danielle, secrétaire de Léo-Louis
- Gaetan Nadeau : Robert, le patron d'Alain
- Ariel Charest : caissière au service à l'auto
- Vincent Kim : préposé au salon funéraire